# Iszszordi
Iszszordi (beng. ঈশ্বরদী; ang. Ishwardi) – miasto w Bangladeszu (prowincja Radźszahi) nad rzeką Ganges. W 2011 roku liczyło ok. 66 tys. mieszkańców.